# Варненське озеро
Варненське озеро (болг. Варненско езеро) — лиман річки Провадійська, розташований у Варненській області, Болгарія. Найбільший за об'ємом і глибиною лиман на болгарському узбережжі Чорного моря.

## Характеристика
Лиман відділений від моря 2-х км піщаною косою. Загальна площа — 17 км², максимальна глибина — 19 м при середній — 9, 5 м, об'єм 165 млн. м³. Озеро має видовжену із заходу на схід форму. Його довжина по фарватеру — 10,5 км, а по береговій лінії — 25 км. Південний берег озера високий і крутий, а на півночі низький. Нижня частина улоговини, в якій знаходиться водойма, вкрите товстим (10-30 м) шаром сульфідного мулу, у глибоких місцях — із сірководнем, який має лікувальні властивості. До лиману впадають численні річки, такі як Девня і Провадійська, що впадають на заході до Білославського озера, що поєднане з Варненським.
Озеро тектонічного походження, яка утворилося в результаті підйому рівня моря наприкінці плейстоцену. В околицях озера наявна велика кількість долин, шириною від 30 до 120 метрів, із джерелами прісної води. Водойма насичується водами річки Девня, що впадає до Білославського озера (поєднано із Варненським) і деяких підводних джерел в західній частині. До 1945 року річки Найбільші річки Девня і Провадійська зливалися в одному місці, впадаючи до Білославського озера в його західній частині. Крім того до водойми впадають річки Ігнатієвська, Костянтинівська і Пейнерджикський дол. Під час паводків ці річки виносять велику кількість кварцового піску, що створило багато пляжів на узбережжі.

## Історія

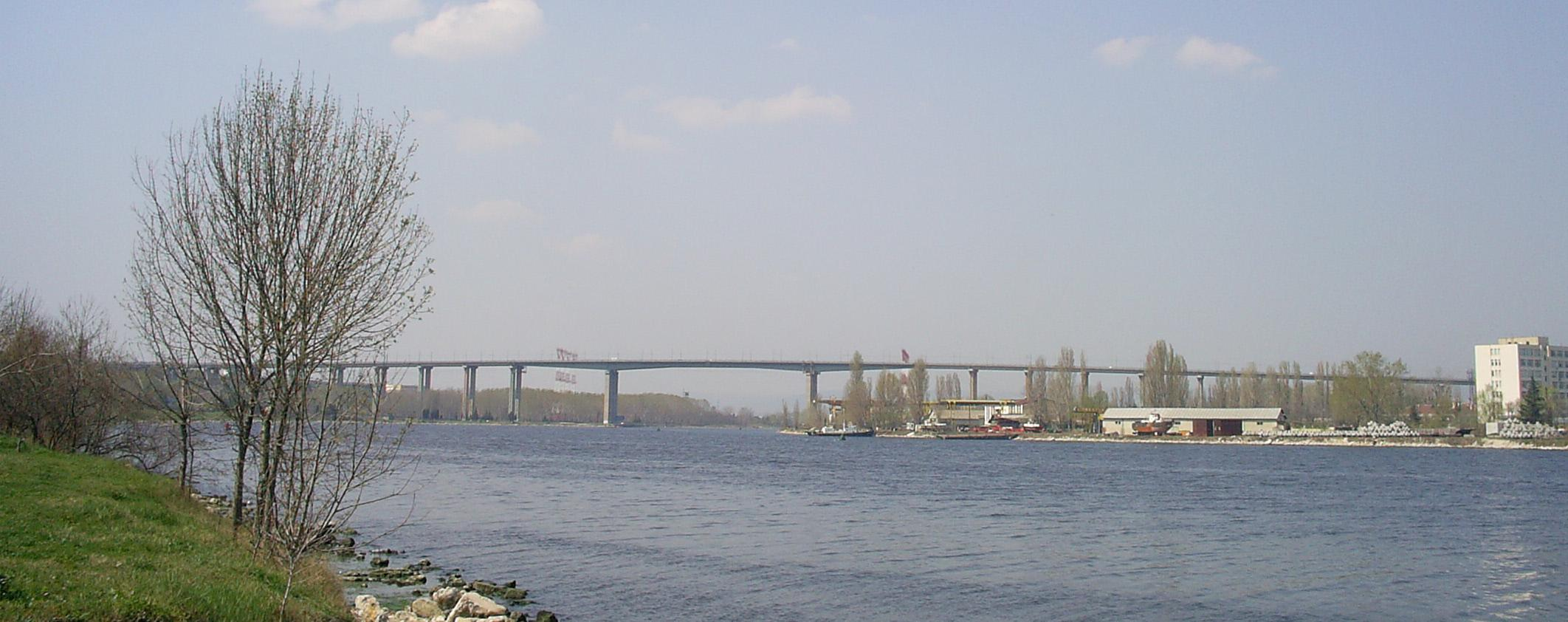
Канал, що поєднує лиман із морем

До початку двадцятого століття водойма існувала як прісноводне озеро, що насичувалося водами річки Девня, але поєднувався з морем під південною стіною фортеці Варна. У 1906 році розпочато будівництво порт Варна, яке триває до 1909 року. Через косу, що відмежовує лиман від моря, збудований навігаційний канал, в результаті чого рівень водойми зменшився приблизно на 1,4 м. До озера потрапила морська вода. Пізніше, у 1976 році, розбудований новий канал Варна — Девня, глибиною 12 метрів, який витягнутого водойму вздовж течії (із заходу на схід). Це збільшило водообмін між лиманом і Варненською затокою.

## Гідрологічний режим
Температура і солоність вод лиману залежать від притоку морської води. У поверхневих шарах температура змінюється в широкому діапазоні — до 25 °C. Середньорічна температура становить 14 °C у верхніх шарах і близько 8°C — у нижніх шарах.
Солоністний режиму поверхневих вод знижується навесні, переважно за рахунок стоку річки Провадійська. Влітку, завдяки випаровуванню і зниженню річкового стоку, а також притоку морської води, солоність підвищується. Солоність варіює в різних районах водойми, становлячи близько 12‰ на сході (ближче до моря), і близько 7‰ — на заході.
В залежності від температури і солоності змінюється і щільність води. Середня щільність вод становить від 1,00766 кг/л на поверхні до 1,01139 у придонних шарах. Прозорість води становить від 0,5 до 7 м, залежно від сезонного зростання чисельності фітопланктону і каламутності. У літні місяці нижні шари, на глибині 4-5 метрів, насичені сірководнем у зв'язку з процесами розпаду і сильною температурною стратифікацією.

## Туристичні об'єкти
На північному березі лиману розташований загальновідомий Варненський некрополь, де було віднайдено найстаріший у Світі золотий скарб. Експозиція в даний час зберігається в Археологічному музеї Варни.